# Moussa Traoré (football, 1971)
Pour les articles homonymes, voir Traoré et Moussa Traoré (homonymie).
Moussa Traoré est un footballeur ivoirien né le 25 décembre 1971. Il était attaquant.

## Carrière
- -1990 :  Rio-Sports d'Anyama
- 1990-1991 :  Stade rennais
- 1991-novembre 1996[2] :  Olympique d'Alès
- novembre 1996-mars 1997[2] :  SCO Angers
- 1999-2000[2] :  US Créteil-Lusitanos
- 2003-2007 :  US Stade Tamponnaise

## Source
- Marc Barreaud, Dictionnaire des footballeurs étrangers du championnat professionnel français (1932-1997), l'Harmattan, 1997.